# Separações
Separações é um filme brasileiro, do gênero comédia,  de 2002 dirigido por Domingos de Oliveira com roteiro do diretor com Priscilla Rozenbaum, os quais também protagonizam o filme. Acompanha a história de um casal e as dificuldades que enfrentam durante a separação. Conta ainda com Maria Ribeiro, Fábio Junqueira, Ricardo Kosovski e Dedina Bernadeli.

## Sinopse
Cabral (Domingos de Oliveira) é casado com Glorinha (Priscilla Rozenbaum) há 12 anos. Ambos estão insatisfeitos com a relação e resolvem dar um tempo. Ela acaba se apaixonando por Diogo (Fábio Junqueira), um arquiteto da sua idade, e Cabral descobre o erro que cometeu por ter pedido um tempo longe um do outro. Cego de ciúme, ele tenta reconquistar Glorinha.

## Elenco
- Domingos de Oliveira como Cabral
- Priscilla Rozenbaum como Glória "Glorinha"
- Fábio Junqueira como Diogo
- Maria Ribeiro como Júlia
- Ricardo Kosovski como Ricardo
- Nanda Rocha como Maribel
- Suzana Saldanha como Laura

#### Participações especiais
- Dedina Bernadelli
- Pedro Cardoso
- Rita Guedes
- Gilberto Galwnronski
- Amir Haddad
- Luís Melo

## Produção
O filme é uma adaptação da peça de teatro homônima escrita por Domingos de Oliveira, a qual ele também dirigiu e atuou, vencendo o Prêmio Shell de melhor direção e melhor ator. Foi todo captado em vídeos e depois transposto para o cinema. As gravações ocorreram na cidade do Rio de Janeiro. 

## Lançamento
O filme teve première no Festival do Rio, em 1 de outubro de 2002. Após percorrer por festivais, o filme foi lançado nos cinemas a partir de 3 de janeiro de 2003.

## Recepção
O filme foi premiado pela Associação Paulista de Críticos de Arte com o Prêmio APCA de melhor roteiro. As atrizes Priscilla Rozenbaum e Suzana Saldanha receberam o Kikito de melhor atriz e melhor atriz coadjuvante, respectivamente, no Festival de Gramado de 2002. Em 2003, foi premiado como Melhor Filme e Ator  (Domingos de Oliveira) no Festival de Cinema de Mar del Plata, na Argentina.
No Prêmio Guarani de Cinema Brasileiro 2004 foi indicado na categoria Melhor Roteiro Adaptado. Já no Grande Prêmio do Cinema Brasileiro 2004 foi indicado a Melhor Filme e Roteiro Original.